# William Giffard
William Giffard (gennaio 1064? – Winchester, 23 gennaio 1129) è stato un politico e vescovo cattolico normanno.
Giffard fu lord cancelliere d'Inghilterra sotto il regno di Guglielmo II ed Enrico I, dal 1093 al 1101, e vescovo di Winchester (1100–1129).

## Biografia
William era figlio di Walter Giffard, lord di Longueville e di Ermengarda, figlia di Gerard Flaitel.
Prima della sua elezione a vescovo, tenne l'incarico di diacono di Rouen.
Il 3 agosto 1100 fu nominato vescovo di Winchester dal re Enrico I.
Probabilmente Enrico I lo nominò nel tentativo di ottenere il supporto del clero per la sua rivendicazione al trono dopo la morte di Guglielmo Rufus.
Egli fu uno dei vescovi eletti che l'arcivescovo Anselmo di Canterbury rifiutò di consacrare nel 1101 in quanto nominati ed investiti dal potere temporale.
Nel corso della lotta per le investiture inglese, William mantenne rapporti amichevoli con Anselmo e attirò su di sé una condanna all'esilio per aver rifiutato di accettare la consacrazione da Gerard, arcivescovo di York, nel 1103. 
Comunque, egli fu uno dei vescovi che fecero pressioni su Anselmo, nel 1106, affinché cedesse al re.
William fu finalmente consacrato, dopo l'insediamento del 1107, il giorno 11 agosto e divenne un amico stretto dell'arcivescovo Anselmo.
Da vescovo, William aiutò i primi Cistercensi ad insediarsi in Inghilterra, quando nel 1128 egli fece giungere monaci dell'abbazia francese di L'Aumone affinché si insediassero nella Abbazia di Waverly.
Restaurò altresì la Cattedrale di Winchester con grande magnificenza.
Tra le azioni di William da vescovo, vi fu anche la rifondazione di una casa religiosa a Taunton, alla cui cura assegnò Agostiniani provenienti dal Priorato di Merton.
Fu noto in particolare per le strette e buone relazioni che ebbe con i monaci del Capitolo della sua Cattedrale, con i quali condivideva i pasti e il sonno, invece di viverli in privato nelle sue stanze.
William morì poco prima del 25 gennaio 1129 (probabilmente il 23), il giorno in cui si svolsero i suoi funerali.

## Genealogia episcopale
La genealogia episcopale è:
- Arcivescovo Robert di Jumièges
- Vescovo Guglielmo il Normanno
- Arcivescovo Lanfranco di Canterbury
- Arcivescovo Tommaso di York
- Arcivescovo Anselmo d'Aosta
- Vescovo William Giffard